# Liste der Kirchenorgeln von M. Welte & Söhne
In dieser Liste der Kirchenorgeln von M. Welte & Söhne sind alle bekannten Neubauten von Orgeln für Kirchen und Konzertsäle dieses Unternehmens verzeichnet. Diese Liste ist eine Ergänzung zum Hauptartikel M. Welte & Söhne, wo sich auch die zugrunde liegende Literatur findet. Die Werkliste der Firma Welte wurde mit Informationen des Orgelarchivs Horst und Andreas Schmidt zusammengestellt, welche sich seit Jahrzehnten für den Erhalt der letzten Kirchenorgeln der Firma Welte aktiv eingesetzt haben.
Siehe auch
- Liste der Kinoorgeln von M. Welte & Söhne, beinhaltet auch Liste der von M. Welte & Sons Inc für Kinos gebauten Orgeln in den USA
- Liste der Philharmonie-Orgeln von M. Welte & Söhne.

| Jahr      | Ort                                      | Gebäude                                               | Bild | Manuale  | Register | Bemerkungen |
| --------- | ---------------------------------------- | ----------------------------------------------------- | ---- | -------- | -------- | --- |
| 1929/1930 | Freiburg im Breisgau                     | Münster unserer lieben Frau, Hauptorgel               |      | III/P    | 59       | Umbau 1936 durch Welte, aufgrund statischer Probleme der Langschiffwand in die Vierung umgesetzt. |
| 1929/1930 | Freiburg im Breisgau                     | Münster unserer lieben Frau, Michaelsorgel            |      | II/P     | 29       | Umbau 1936 durch Welte. 1963 aufgrund von technischem Verschleiß ersetzt. |
| 1929/1930 | Freiburg im Breisgau                     | Münster unserer lieben Frau, Hochdruckorgel           |      | I/P      | 8        | Umbau 1936 durch Welte. 1963 aufgrund von technischem Verschleiß ersetzt. |
| 1929/1930 | Freiburg im Breisgau                     | Münster unserer lieben Frau, Chororgel                |      | II/P     |          | Einbau einer zusätzlichen elektropneumatischen Steuermöglichkeit (Generalspieltisch) in die Chororgel E. F. Walckers. 1963 aufgrund von technischem Verschleiß ersetzt.                                                  |
| 1930      | Freiburg im Breisgau                     | Adelhauser Klosterkirche                              |      | II/P     | 15       | Röhrenpneumatik → Orgel. 2016/2017 restauriert. |
| 1934/2000 | Köln-Weiden                              | Evangelische Kirche                                   |      | II/P     | 17       | Ursprünglich in der evangelischen Kirche in Bischoffingen, 2000 nach Weiden transloziert. Röhrenpneumatik. 2013 durch Orgelbau Klais restauriert. → Orgel                                                                |
| 1933–1934 | Feldkirch, Gemeinde Hartheim             | Pfarrkirche St. Martin                                |      | II/P     | 14       | In Orgelprospekt aus dem 19. Jahrhundert → Orgel. 2024 restauriert. |
| 1934      | Appenweier                               | Pfarrkirche St. Michael                               |      | II/P     | 10       | Neubarockes Gehäuse, Pfeifen von Forrell übernommen, 1998 durch Klais abgebaut, teilweise auf Kirchendachboden gelagert                                                                                                  |
| 1934      | Oppenau                                  | Pfarrkirche St. Johannes Baptist                      |      | II/P     | 10       | Restaurierung bzw. technischer Neubau mit Erweiterung unter Benutzung von wesentlichen Teilen des Vorgängerinstruments, einer Gebrüder-Stieffel-Orgel von 1832. 1969 umgebaut, Bestandserhaltung unbekannt.              |
| 1935–1936 | Freiburg im Breisgau                     | Augustinermuseum                                      |      | II/P     | 16/22    | 1944 erweitert auf 22 Register, Restaurierung 2008–2009 durch Jäger & Brommer. Barocker Orgelprospekt v. 1732/33 aus der Abteikirche des ehem. Klosters Gengenbach → Orgel                                               |
| 1935–1936 | Freiburg im Breisgau                     | St. Michael in Haslach                                |      | II/P     | 25       | → Orgel |
| 1936      | Baden-Baden                              | Kloster Lichtenthal                                   |      | II/P     |          | 1991 durch Neubau von Jäger & Brommer ersetzt, Spieltisch jetzt im Augustinermuseum |
| 1936      | Heidelberg                               | Universität Heidelberg, Neues Kollegiengebäude (Aula) |      | III/P    | 53       | Vorgängerorgel von Voit & Söhne, 1907, eingelagert (Stand von 1936), wohl 1964 durch Orgel von Orgelbau Weigle ersetzt, diese wurde 2011 erweitert. Verbleib der einzelnen Bestandteile unbekannt.                       |
| 1936      | Freiburg im Breisgau                     | Münster unserer lieben Frau, Langschifforgel          |      | II/P     | 14       | Gehäuse im Renaissancestil mit Gehäuseteilen des Instruments von 1929/30 konstruiert, 1963 aufgrund von technischem Verschleiß ersetzt. Seit 1964 in St. Laurentius, Bötzingen, jetzt Orgelmuseum Schloss Valley → Orgel |
| 1936      | Freiburg im Breisgau                     | Münster unserer lieben Frau, Spieltischanlage         |      | III(V)/P |          | Neuer fünfmanualiger Spieltisch von L. Eisenschmid & Sohn mit Setzerkombinationen unterhalb der Chororgel, alter dreimanualiger Welte-Generalspieltisch umgebaut und erweitert auf St. Michaelsempore aufgestellt.       |
| 1936      | Freiburg im Breisgau                     | Münster unserer lieben Frau, Hauptorgel               |      | III/P    |          | Umsetzung Hauptorgel auf Vierungsempore, Erweiterung & neuer Freipfeifenprospekt, 1963 aufgrund von technischem Verschleiß ersetzt.                                                                                      |
| 1937      | Rheinfelden                              | Christuskirche                                        |      | III/P    | 38       | 1980 durch einen Neubau ersetzt → Orgel |
| 1938      | Emmendingen                              | St. Bonifatius                                        |      | III/P    | 44       | → Orgel |
| 1939      | Rohrdorf (Stadt Meßkirch)                | St. Peter und Paul                                    |      | II/P     | 12       | → Orgel |
| 1940      | Oberbühlertal, Gemeinde Bühlertal        | Liebfrauen-Kirche                                     |      | III/P    | 28       | → Orgel |
| 1940      | Stetten am kalten Markt                  | Hindenburg-Gedächtniskirche                           |      | II/P     | 15       | → Orgel |
| 1942/1943 | Hochmössingen, Stadt Oberndorf am Neckar | St. Otmar                                             |      | II/P     | 27       | 2019 restauriert durch Waldkircher Orgelbau Jäger & Brommer. Die Instandsetzung der eingelagerten Celesta soll in einem zweiten Projektabschnitt erfolgen. → Orgel                                                       |
| 1942      | Riedböhringen, Stadt Blumberg            | St. Genesius                                          |      | II/P     | 18       | Erbaut mit älterem Material von Hecht & Schumacher, 1863 → Orgel |
| 1930/1950 | Jena                                     | St. Michael, Chororgel                                |      | II/P     | 16       | Ursprünglich Hausorgel für eine Fürstin in Pößneck, 1950 Aufstellung des Werkes in Jena. Seit ca. 2000 unspielbar, inzwischen abgetragen → Orgel                                                                         |
| 1940      | Hockenheim                               | St. Georg                                             |      | III/P    | 43       | 2007 repariert von Orgelbau Bodo Durczok, Deggendorf → Orgel |
| 1942      | Freiburg im Breisgau                     | Pfarrkirche Hl. Familie                               |      | II/P     | 36       | 1992 ersetzt → Orgel |
| 1943–1946 | Ringsheim                                | St. Johann Baptist                                    |      | II/P     | 26       | Historisches Gehäuse von Schaxel. 1998 ersetzt durch Rekonstruktion der Schaxel-Orgel → Orgel |